# Garry Hay
Garry Hay (Irvine, 7 settembre 1977) è un ex calciatore scozzese, di ruolo terzino sinistro.

## Carriera
Ha giocato nella prima divisione scozzese.

## Palmarès

### Club

#### Competizioni nazionali
- Coppa di Lega scozzese: 1

Kilamrnock: 2011-2012